# Лушники (Новосибирская область)
Лушники — село в Сузунском районе Новосибирской области России. Входит в состав Болтовского сельсовета.

## География
Площадь села — 104 гектаров.

## Население
| 2002 | 2007 | 2010 |
| ---- | ---- | ---- |
| 144  | ↘122 | ↘91  |

## Инфраструктура
В селе по данным на 2007 год отсутствует социальная инфраструктура.